# 淡路競馬場
淡路競馬場（あわじけいばじょう）は、兵庫県三原郡市村青木（現・南あわじ市市青木）にあった競馬場である。現在の園田競馬場および姫路競馬場の前身にあたる。

## 歴史
ルーツは平安時代末期の寿永3年（1184年）八幡宮の祭典に際して流鏑馬の式であるとされ、大正時代には洲本町（現・洲本市）の三熊山で洋式競馬が開催された記録が残っている。
1928年（昭和3年）、地方競馬規則に基づく施行認可を受けて、翌1929年（昭和4年）に三原郡市村に淡路競馬場が開設された。しかしながら離島であるという地理的問題から移転の話が起こり、1930年（昭和5年）園田競馬場が開設されたためわずか1年で淡路競馬場は閉鎖された。
第二次世界大戦後、地方競馬法に基づき1947年（昭和22年）に兵庫県馬匹組合連合会主催で旧競馬場跡地に淡路競馬場を開設し競馬を再開した。1948年（昭和23年）の競馬法施行により、主催が兵庫県馬匹組合連合会から兵庫県に代わり兵庫県営競馬として実施された。しかしながら前回同様淡路島では集客・収益ともに限界があるため、1949年（昭和24年）に淡路競馬場は廃止されることになり、県下各市の誘致合戦の末、姫路競馬場が開設された。

## 現在
兵庫県競馬の練習用トラックを経て、現在はトラック中央部が南あわじ市三原健康広場となっている。空中写真を見ると競馬場のトラック跡がかろうじて確認できる。